# Everybody's Fool
«Everybody's Fool» — четвертий сингл першого студійного альбому американської рок-групи «Evanescence» — «Fallen». Згідно зі словами Емі Лі, пісня присвячується знаменитостям, які продають свої тіла, відчайдушно намагаючись привернути до себе увагу.

## Список пісень
Існує дві версії пісні: альбомна і інструментальна.
CD-сингл (Європейська версія, червень 2004)
| #  | Назва                                     | Автор                                        | Тривалість |
| -- | ----------------------------------------- | -------------------------------------------- | ---------- |
| 1. | «Everybody's Fool» (Album version)        | Бен Муді, Емі Лі, Девід Ходжес               | 3:15       |
| 2. | «Taking Over Me» (Live from Cologne)      | Бен Муді, Емі Лі, Девід Ходжес, Джон ЛеКомпт | 4:06       |
| 3. | «Whisper» (Live from Cologne)             | Бен Муді, Емі Лі                             | 5:22       |
| 4. | «Everybody's Fool» (Instrumental version) | Бен Муді, Емі Лі, Девід Ходжес               | 3:15       |

## Музичне відео
Відеокліп був знятий в Лос-Анджелесі, в середині квітня 2004. Режисер — Філіпп Столзл. У музичному відео Емі грає популярну суперзірку. Не зважаючи на свою популярність, вона не щаслива. Їй доводиться усміхатись, коли її душа сумує, рекламувати різні не потрібні речі…

## Чарти
| Чарт (2004) [Архівовано 2 липня 2013 у WebCite] | Місце |
| ----------------------------------------------- | ----- |
| U.S. Billboard Modern Rock Tracks               | 36    |
| Australia ARIA Top 50 Singles                   | 23    |
| Belgium Top 50 Singles                          | 35    |
| Greece IFPI Top 50 Singles                      | 20    |
| Ireland Top 50 Singles                          | 32    |

| Чарт (2004)                 | Місце |
| --------------------------- | ----- |
| Italy Top 50 Singles        | 8     |
| Latin America Top 40        | 25    |
| Netherlands Top 40 Singles  | 7     |
| Switzerland Top 100 Singles | 35    |
| UK Top 75 Singles Chart     | 24    |
| Eurochart Hot 100 Singles   | 95    |